# Louise Redknapp
Louise Elizabeth Redknapp, nata Nurding e spesso nota solo come Louise (Lewisham, 4 novembre 1974), è una cantante e personaggio televisivo britannica.

## Biografia
Nata a Lewisham (Londra), si è formata alla Italia Conti Academy of Theatre Arts, dove ha conosciuto Kéllé Bryan. Insieme a Kéllé Bryan e alle sorelle Easther e Vernie Bennett, grazie al produttore discografico Denis Ingoldsby, ha costituito la formazione del girl group Eternal nel 1992. Allora Louise aveva circa 16 anni. Il gruppo ha esordito con il singolo Stay nel 1993 e nello stesso anno con l'album Always & Forever.
Tuttavia Louise Redknapp ha fatto parte del gruppo solo fino al 1995, anno in cui ha firmato un contratto discografico con First Avenue e EMI Records da solista. Il suo primo singolo da solista è stato Light of My Life, seguito da In Walked Love, una cover delle Exposé uscita nel 1996. Il suo primo album in studio da solista, Naked, è stato pubblicato nel giugno 1996. Nell'ottobre 1997 è uscito il suo secondo album Woman in Me, anticipato dal singolo Arms Around the World.
Nel 1998 si è sposata con il calciatore Jamie Redknapp.
Nel luglio 2000 Louise ha pubblicato il terzo album Elbow Beach. Fa seguito una raccolta in cui è presente la cover di The Slightest Touch dei Five Star.
Nel 2002 firma un contratto con Positive Records ma negli anni successivi non pubblica il quarto album in studio in quanto si dedica soprattutto alla famiglia, avendo avuto due figli nati nel 2004 e nel 2008. Nell'ambito televisivo ha preso parte in diversi ruoli a numerosi programmi di vario genere, tra cui CD:UK, SMTV Live, The Clothes Show, Farmer Wants a Wife, So You Think You Can Dance, Something for the Weekend e Strictly Come Dancing.

## Discografia

### Album
- 1996 - Naked (UK #7)
- 1997 - Woman in Me (UK #5)
- 2000 - Elbow Beach (UK #12)
- 2020 - Heavy Love (UK #11)

### Raccolte
- 2001 - Changing Faces – The Best Of Louise (UK #9)
- 2002 - Finest Moments

### Singoli
- 1995 - Light Of My Life (UK #8)
- 1996 - In Walked Love (UK #17)
- 1996 - Naked (UK #5)
- 1996 - Undivided Love (UK #5)
- 1996 - One Kiss From Heaven (UK #9)
- 1997 - Arms Around The World (UK #4)
- 1997 - Let's Go Round Again (UK #10)
- 1998 - All That Matters (UK #11)
- 2000 - 2 Faced (UK #3)
- 2000 - Beautiful Inside (UK #13)
- 2001 - Stuck In The Middle With You (UK #4)
- 2003 - Pandora's Kiss / Don't Give Up (UK #5)
- 2019 - Stretch
- 2019 - Lead Me On
- 2019 - Hammer